# Корсалин, Кондратий Ильич
Кондратий Ильич Корсалин (9 марта 1809, Слуцк Минской губернии — 1883, Слуцк) — художник, академик пейзажной живописи Императорской Академии художеств.

## Жизнь и творчество
Родился в мещанской небогатой семье, образование получил домашнее. Начал самостоятельно заниматься иконописью в 12-летнем возрасте, беря уроки у преподавателя рисования Слуцкой гимназии. работал помощником иконописца в Слуцке. В 1830-е гг. жил в Орле, где в 1835 году участвовал в художественной выставке, показав портреты генерал-майора Притвица и его жены, генерал-майора Карпова, графини Зотовой, некоторых офицеров Елисаветградского гусарского полка.
Вольнослушатель Императорской Академии художеств (1836—1839).
5 августа 1839 года Совет Академии художеств присвоил Корсалину звание «свободного», «неклассного» художника.
15 августа того же года был зачислен кандидатом на должность штатного художника 12-й Русской духовной миссии в Китае вместо художника А. М. Легашёв, где изучал местное искусство. Пробыл в Пекине до 1846 года. Впоследствии им написаны работы «Вид города Пекина», «Загородный дворец Богдыхана Ван-шеу-шана».
На пути из Китая почти на три года (1844—1846) остановился в Иркутске, где написал более 20 акварельных портретов членов Восточно-Сибирской ревизии 1844—1846: портреты графа И. Н. Толстого, князя Н. И. Шаховского, М. А. Безобразова и др.
Получил звание академика (1854) за портрет обер-священника армии и флота В. И. Кутневича.
Участвовал в росписи Собора Святой Равноапостольной Марии Магдалины в Варшаве. В 1866 году написал иконы Рождества и Воскресения Христова, которые были установлены в церкви русского консульства в японском городе Хакодате. Преподавал рисунок на инструментальном заводе в Петербурге, давал частные уроки живописи.
Четыре работы Корсалина 1840-х гг. хранятся в Национальном художественном музее Республики Беларусь. В Государственном Эрмитаже находятся выполненные им портреты В. И. Кутневича и его жены.
В фондах Исторического архива Беларуси хранятся документы, датированные 1882 и 1883 годами, из которых следует, что в 1879—1883 годах в предместье Слуцка Остров проживал отставной титулярный советник, домовладелец, художник Кондратий Корсалин (НИАБ. Ф. 295. Оп. 1. Ед. хр. 3647. Л. 30 об. — 31; Ф. 333. Оп. 1. Д. 2902. Л. 4 об. — 5; Ф. 622. Оп. 1. Д. 12. Л. 5).

Произведения К. И. Корсалина
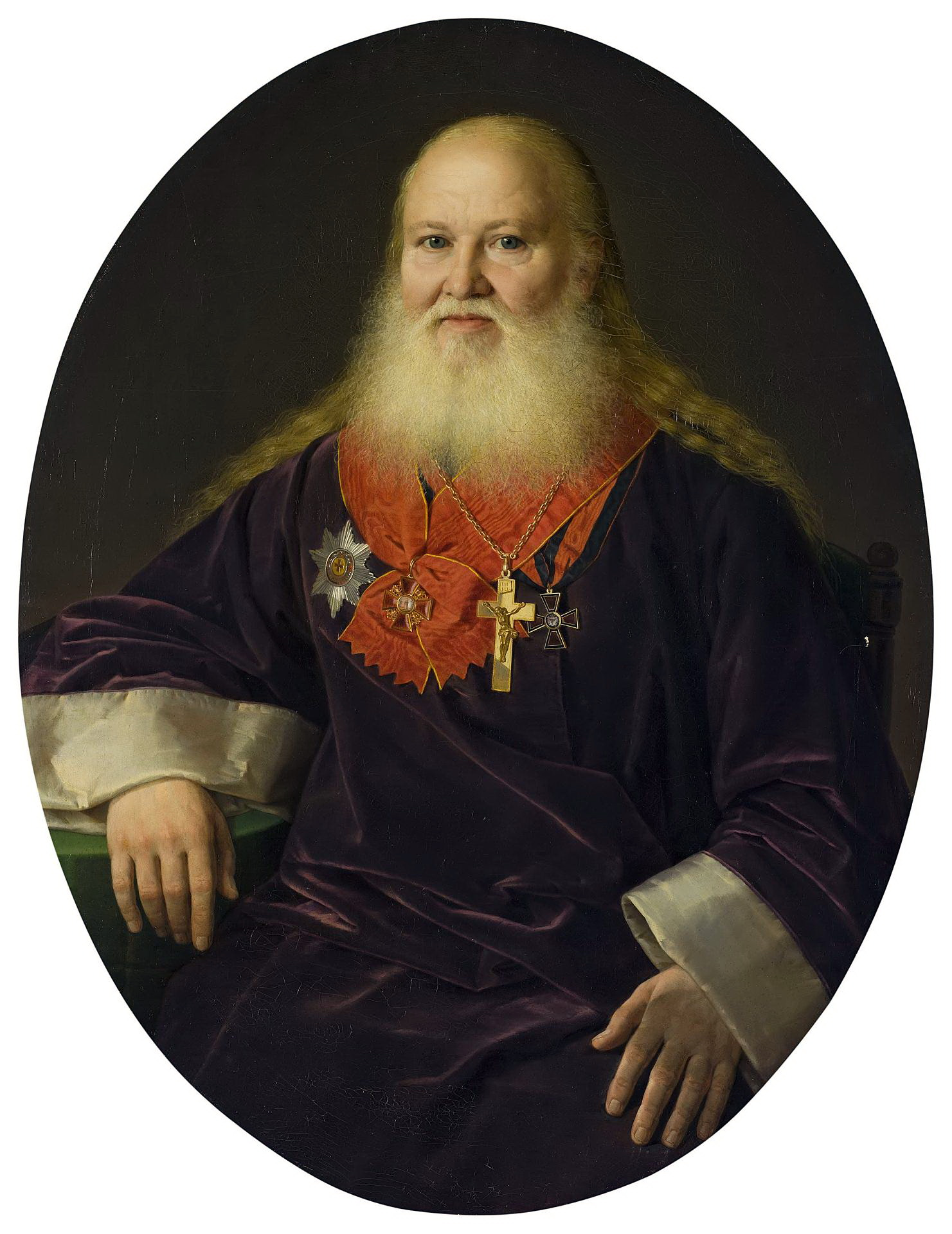
Портрет главного священника армии и флота В. И. Кутневича
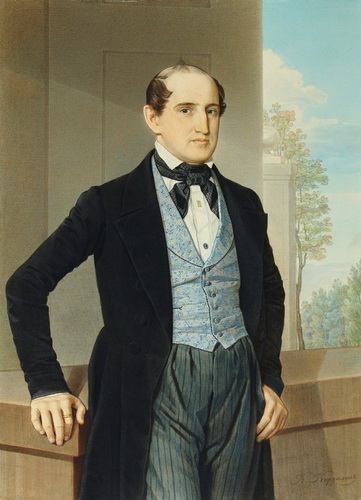
Портрет Козьмы Яковлевича Дарагана
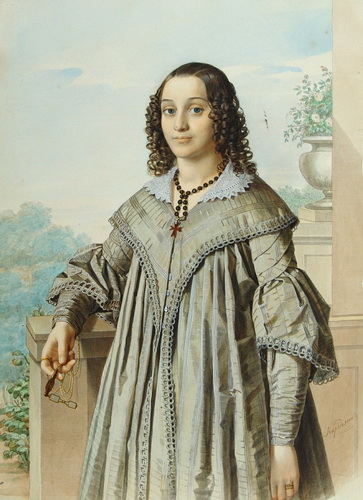
Портрет Анны Ивановны Дараган
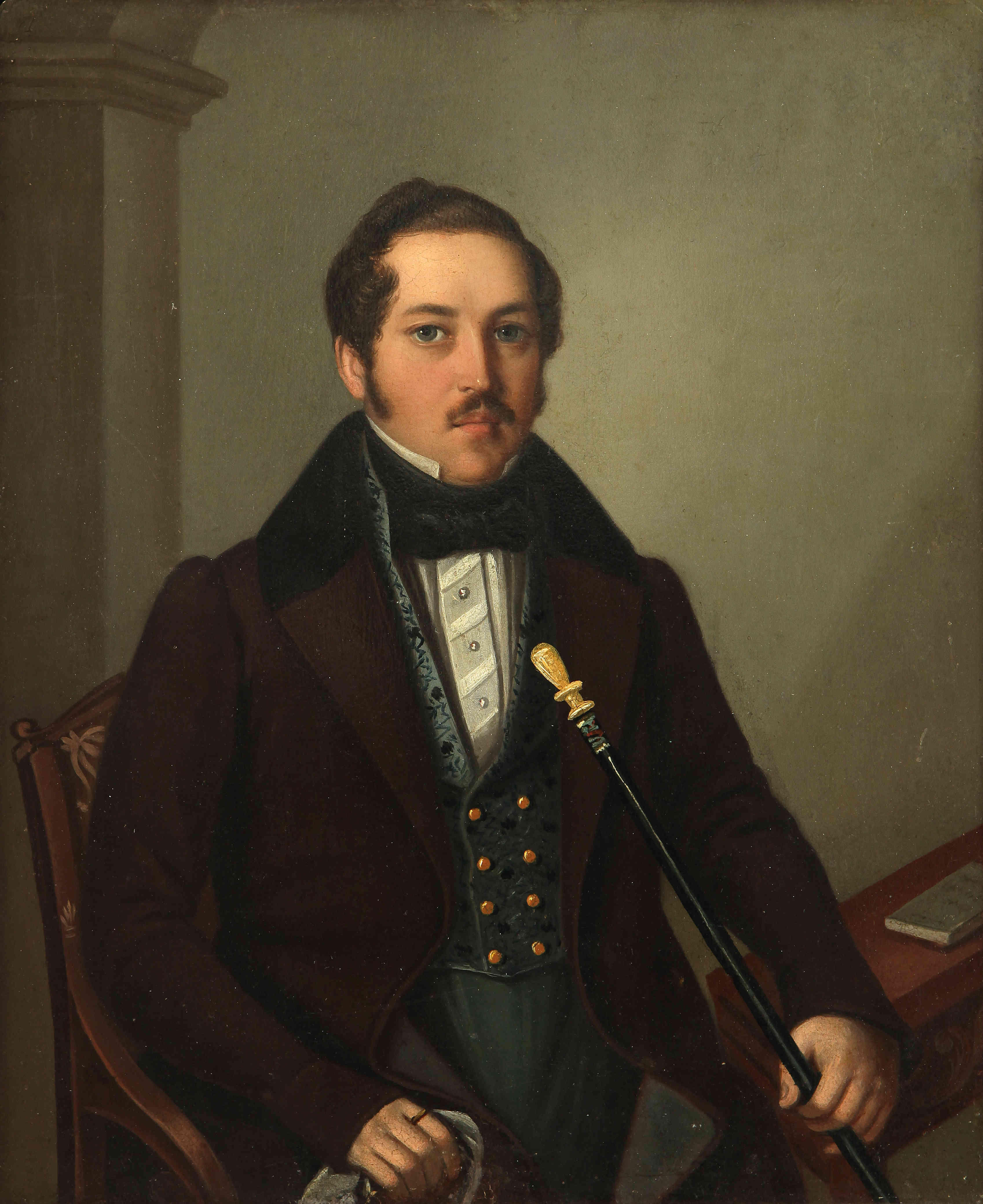
Портрет незнакомца
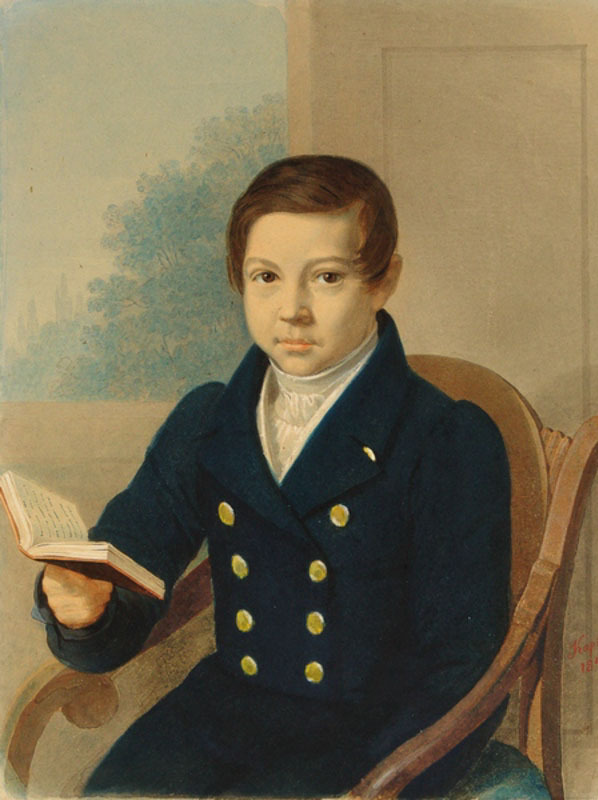
Портрет молодого человека